# سفارة دولة فلسطين لدى قطر
سفارة دولة فلسطين لدى قطر هي الممثلية الدبلوماسية العُليا لدولة فلسطين لدى قطر. تقع السفارة في منطقة الدفنة في الدوحة.

## قائمة السفراء
- عبد الله أبو ستة
- ياسين طالب عبد المطلب الشريف.[2]
- تحسين الميقاتي (قائم بالأعمال)
- منير عبد الله علي غنام.[3]
- فايز ماجد أبو الرب (منذ 3 سبتمبر 2024).[4][5]